# Vijaya Lakshmi Pandit
Vijaya Lakshmi Nehru Pandit (kashmiri: विजयलक्ष्मी नेहरू पंडित), född 18 augusti 1900 i Allahabad, död 1 december 1990 i Dehradun, var en indisk politiker och diplomat. 

## Biografi
Vijaya Lakshmi Pandit var syster till Jawaharlal Nehru, faster till Indira Gandhi och gammelfaster till Rajiv Gandhi, som alla varit Indiens premiärminister. Hennes dotter Nayantara Sahgal är författare.
Från 1937 innehade hon  flera politiska ämbeten. Efter Indiens självständighet från Storbritannien 1947 började hon verka som diplomat. Mellan 1947 och 1949 var hon Indiens ambassadör i Sovjetunionen, mellan 1949 och 1951 var hon ambassadör i Mexiko och USA, mellan 1955 och 1961 i Irland och mellan 1958 och 1961 i Spanien. 1953 blev hon den första kvinnan att vara ordförande i FN:s generalförsamling.
Pandit kritiserade sin brorsdotter Indira Gandhi som premiärminister och drog sig tillbaka från politiken efter att deras relation försämrats. 1979 utsågs hon till Indiens representant i FN:s kommission för mänskliga rättigheter.

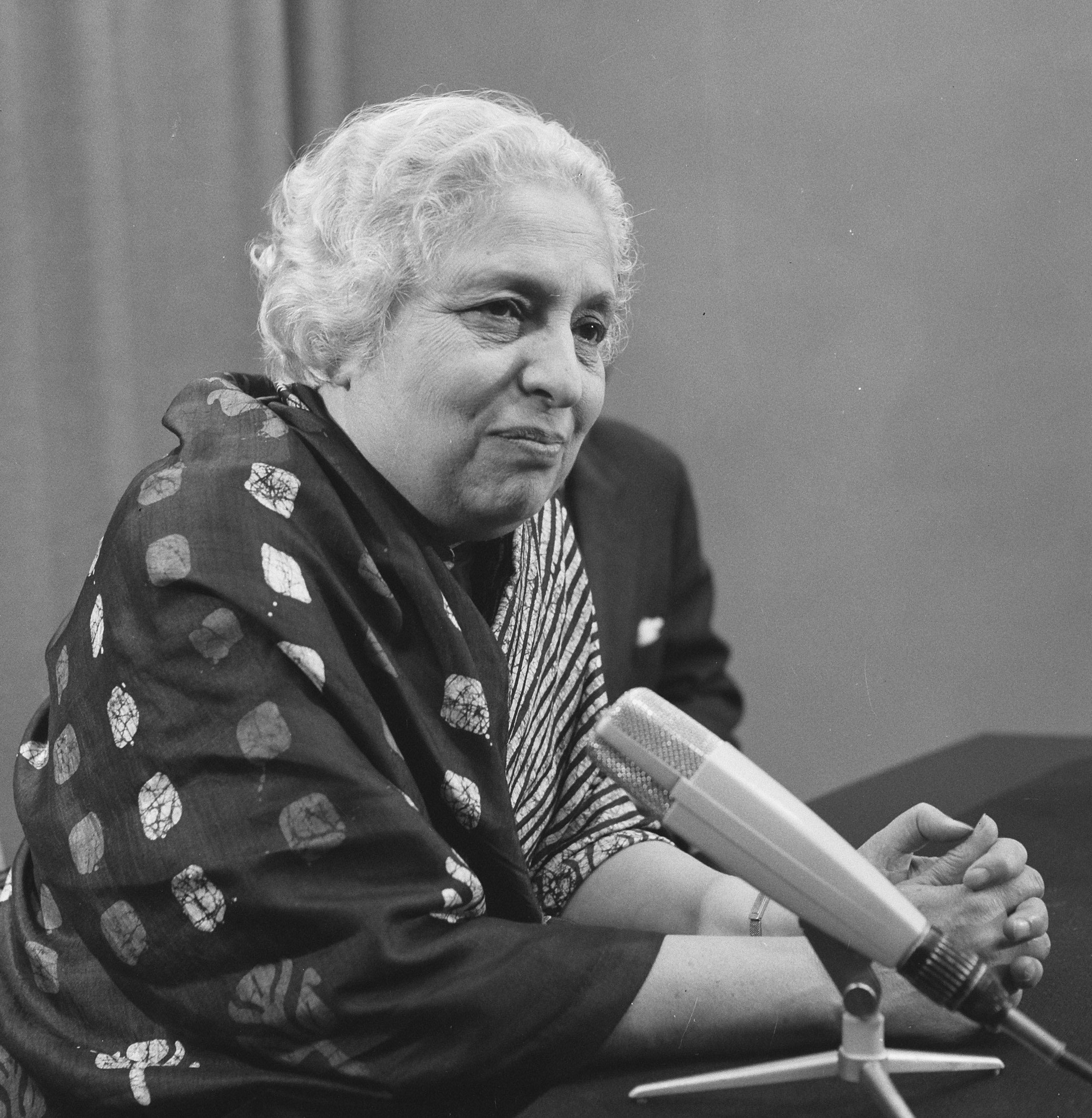
Vijaya Lakshmi Pandit under ett besök i Nederländerna 1956.